# Itmann (Virginia Occidental)
Itmann es un lugar designado por el censo ubicado en el condado de Wyoming en el estado estadounidense de Virginia Occidental. En el Censo de 2010 tenía una población de 293 habitantes y una densidad poblacional de 112,34 personas por km².

## Geografía
Itmann se encuentra ubicado en las coordenadas 37°34′15″N 81°24′33″O / 37.57083, -81.40917. Según la Oficina del Censo de los Estados Unidos, Itmann tiene una superficie total de 2.61 km², de la cual 2.56 km² corresponden a tierra firme y (1.99%) 0.05 km² es agua.

## Demografía
Según el censo de 2010, había 293 personas residiendo en Itmann. La densidad de población era de 112,34 hab./km². De los 293 habitantes, Itmann estaba compuesto por el 99.32% blancos, el 0% eran afroamericanos, el 0% eran amerindios, el 0% eran asiáticos, el 0% eran isleños del Pacífico, el 0% eran de otras razas y el 0.68% pertenecían a dos o más razas. Del total de la población el 0% eran hispanos o latinos de cualquier raza.